# Иларион Карадзоглу
Иларион Карадзоглу (на гръцки: Ιλαρίων Καρατζόγλου) е гръцки революционер, участник в Гръцката война за независимост.

## Биография
Иларион Карадзоглу е роден в края на XVIII век в македонския град Кавала, тогава в Османската империя. Взима участие в Гръцката революция в 1821 година като се сражава в Македония. През 1824 година в разгара на Гражданската война, по заповед на правителството на Георгиос Кундуриотис се прехвърля с четата си на Хидра, за да участва в защитата на острова от нападение от Ибрахим паша. На Хидра Карадзоглу е помощник на Анастасиос Каратасос и се запознава с Василиос Атанасиу и Йоанис Макриянис, с които се сприятелява. Макриянис признава Каратасос като главен командващ на войските на острова.
Пристигналият в 1828 година в Гърция Йоанис Каподистрияс реорганизира нередовните войски и много командири и войници остават извън новата официална военна структура. Според спомените на Макриянис същото се случва и с Иларион Карадзоглу и той решава да стане хайдутин (клефт). Макриянис го съветва да се върне в родния Кавала да подготви ново въстание в Македония. Организиран е таен комитет за подготовка на бунта. Карадзоглу заминава за Халкидика, къдо се смята, че почвата е по-благоприятна за революционно действие и за кратко време става местен вожд на Атон и в Мадемохорията.
Карадзоглу се среща с руския архимандрит Анатолий на Халкидики, който го посвещава във Филоправославната етерия, организация, която се стреми към създаване на отделна държава в Тесалия и Македония с руски владетел. Руснаците доставят оръжия и пари на Карадзоглу, който обаче след съвет от Макриянис и атонските монаси се оттегля от проекта, за което архимандирт Анатолий информира руския посланик в Цариград и османските власти започват активно да го преследват.
Карадзоглу решава да отиде в Египет и да се срещне със съгражданина си Мохамед Али паша и сина му Ибрахим паша, които са в конфликт със султана. Египтяните обаче са безразлични, към въстание в Македония и искат Иларион да вдигне на бунт Крит. Иларион заминава за Крит, където делото му обаче се проваля след намеса на Великобритания и след като отново неуспешно се опитва да спечели подкрепата на Ибрахим за бунт в Македония, заминава за Атина.
В Атина Карадзоглу се боец среща с Макриянис. По това време има ново раздвижване в Македония, като пристигат информации за предстоящи бунтове в Енидже Вардар и Източна Македония. С Макриянис активират революционния комитет на македонците в гръцката държава, събират пари и боеприпаси за въстание. В комитета влизат освен Макриянис и Карадзоглу Димитриос Каратасос, Константинос Досиос, Панайотис Наум и Дамянос. Каратасос обаче, който подкрепя Отон I, надявайки се на официална помощ, информира властите за плановете на комитета, с което си навлича гнева на Карадзоглу и Макриянис, тъй като те са сигурни, че следващият проруска политика Отон ще информира Русия. Карадзоглу заминава за Халкидика, а Макриянис временно подава оставка. В 1840 г. комитетът изпраща две шхуни с боеприпаси и няколко македонски войводи и бойци в Атон. Когато Карадзоглу отива да ги посрещне, няколко души, приятелски настроени към Каратасос, го издават на османските власти.
Карадзоглу е принуден да работи във военноморската пристанище в Цариград. Макриянис прави постъпки в британски и френското посолство в Атина и успява да убеди чуждестранните дипломати да се застъпят за неговото освобождаване. Малко след излизането си от затвора в края на 1841 година, Карадзоглу е убит от агенти на Русия по заповед на архимандрит Анатолий. Макриянис пише в спомените си: „...и ние загубихме един смел човек“. През 1842 г., една година след убийството, в проруския вестник „Еон“ е публикувано анонимно писмо, в което се описват връзки на Карадзоглу с някакъв албански разбойник. По-късно се разбира, че автор на писмото е самият Анатолий.
След провала на Карадзоглу в 1841 година комитетът, успоредно с Критското въстание, изпраща в Македония Георгиос Велендзас, но той се сблъсква с отсъствието на координация, отрицателното отношение на атонските монаси и бързото пристигане на османските сили и заедно с Каратасос се оттеглят на Крит.